# Mociulnea, Ovruci
Mociulnea (în ucraineană Мочульня) este un sat în comuna Pișceanîțea din raionul Ovruci, regiunea Jîtomîr, Ucraina.

## Demografie
Componența lingvistică a localității Mociulnea
     Ucraineană (99,37%)
     Alte limbi (0,63%)
Conform recensământului din 2001, majoritatea populației localității Mociulnea era vorbitoare de ucraineană (99,37%), existând în minoritate și vorbitori de alte limbi.